# Messiaskomplex
Messiaskomplex är en personlighetsstörning besläktad med narcissism, där personen tror sig vara en allvetare med en "helig plikt" att driva sin ståndpunkt. Messiaskomplex är inte en etablerad psykisk diagnos men används allmänt.

### Fotnoter
1. ↑  The Diagnostic and Statistical Manual Arkiverad 17 maj 2008 hämtat från the Wayback Machine. publicerad av the American Psychiatric Association
2. ↑  Piteåtidningen refererat från föreläsning om härskartekniker
3. ↑  Nätverkskonsult om Sju personlighetstyper inom ledarskap Arkiverad 22 maj 2011 hämtat från the Wayback Machine.
4. ↑  ”Blogg om politik i Örebro med omnejd”. Arkiverad från originalet den 1 juli 2011. https://web.archive.org/web/20110701154540/http://ullissandberg.wordpress.com/2008/02/28/harskartekniker-och-debattklimat/. Läst 6 juni 2011.
5. ↑  Smålandsposten om The Ark[död länk]